# Veliki Nerajec
Véliki Nerájec je naselje v Sloveniji.

## Geografija
Povprečna nadmorska višina naselja je 162 m. Leži na območju krajinskega parka Lahinja.
Pomembnejša bližnja naselja so: Dragatuš (1,5 km) in Črnomelj (10 km).